# Calling-Card

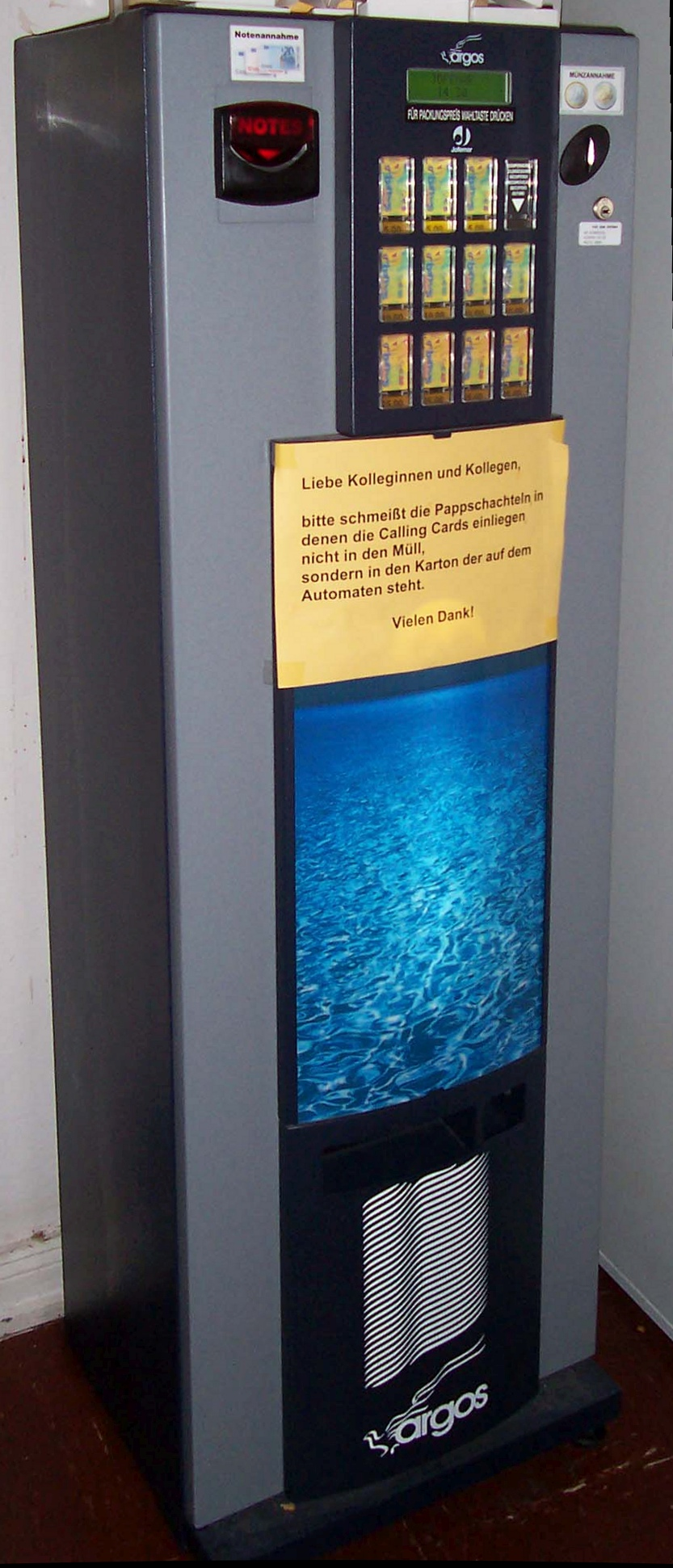
Automat zum Erwerb von Calling Cards

Calling-Cards (englisch Anrufkarten) sind Guthabenkarten für ein Telefongesprächs-Kontingent. Man erwirbt mit der Karte ein vorausbezahltes Gesprächsguthaben, das abtelefoniert wird, bis das Guthaben erschöpft ist. Im Gegensatz zu den Telefonkarten wird das Guthaben nicht auf der Karte, sondern zentral beim Telekommunikationsdienstanbieter gespeichert. Es sind auch keine technischen Vorrichtungen beim Telefon notwendig, was die Benutzung von jedem Telefon erlaubt. Das Telefon muss das Tonwahlverfahren ermöglichen.
Auf einer Calling-Card findet man neben dem Wert der Karte eine Geheimnummer (sogenannte PIN). Mit dieser Nummer kann man telefonieren, indem man die oft kostenlose Einwahlnummer (0800) der Calling Card anruft und die PIN der Karte eingibt. Die Kartennummer und Codes werden per Tonwahl übertragen. Das Wahlverfahren heißt „Call through“.
Nach dem Einwählen hört man meistens eine Ansage, wie hoch das Guthaben auf der Calling Card noch ist. Danach kann man die gewünschte Rufnummer, einschließlich Vorwahl, wählen und telefoniert zu den Konditionen der Calling-Card-Gesellschaft. In anderen Ländern, wie in den USA und Großbritannien, sind Calling Cards heute bereits weit verbreitet.

## Telefonate ins Ausland
Für Telefonate in viele Länder sind Calling-Cards teilweise günstiger als Dumping-Anbieter auf dem Call-by-Call-Markt. Zu beachten bei den Tarifangaben sind allerdings die im Kleingedruckten häufig vorhandenen Einwahlgebühren, Abrechnung im Zwei- oder gar Dreiminutentakt und wöchentliche Gebühren.

## Im Urlaub und bei Auslandsaufenthalten
Calling-Cards ermöglichen es, oft erheblich günstiger aus dem Ausland ins Heimatland zu telefonieren. Dabei entstehen zwei Vorteile: Man telefoniert zum einen zu günstigeren Tarifen, zum anderen hat man jederzeit die volle Kostenkontrolle. Man kann dabei das gewohnte Handy verwenden, aber auch Telefonzellen oder Hoteltelefone.

## Über Fremdanschlüsse
Calling-Cards finden im Inland vor allem Anwendung, um von fremden Telefonanschlüssen aus Gespräche zu führen, die nicht über den Telefonanschluss abgerechnet werden sollen (etwa im Büro). Dies wird durch die Verwendung gebührenfreier 0800-Einwahlnummern gewährleistet. Die Gespräche werden über das per PIN authentifizierte Calling Card-Konto abgerechnet.
Calling Cards sind auch eine Alternative zur Call-by-Call-Funktion, die nur an Telefonanschlüssen der Deutschen Telekom zur Verfügung steht. So sind bei Anbietern, die DSL und Telefonieren zum Festpreis anbieten, die Telefongespräche ins Ausland oder in Mobilfunknetze teilweise teurer als über die nicht verwendbaren Call-by-Call-Anbieter. 0800-Rufnummern sind jedoch auch über Telefonanschlüsse alternativer Anbieter erreichbar.